# Laraesima
Laraesima es un género de escarabajos longicornios perteneciente a la tribu Compsosomatini, de la subfamilia Lamiinae, orden Coleoptera. Fue descrito por el sueco Carl Gustaf Thomson en 1868.

## Especies
- Laraesima albosignata (Bates, 1885)
- Laraesima asperata (Bates, 1885)
- Laraesima brunneoscutellaris (Tippmann, 1960)
- Laraesima densepunctata Breuning, 1950
- Laraesima ecuadorensis Breuning, 1974
- Laraesima fuliginea (Bates, 1885)
- Laraesima hispida (Thomson, 1868)
- Laraesima nitida Monné, 1980
- Laraesima pilosa Monné, 1980
- Laraesima scutellaris Thomson, 1868